# Procédures électorales françaises

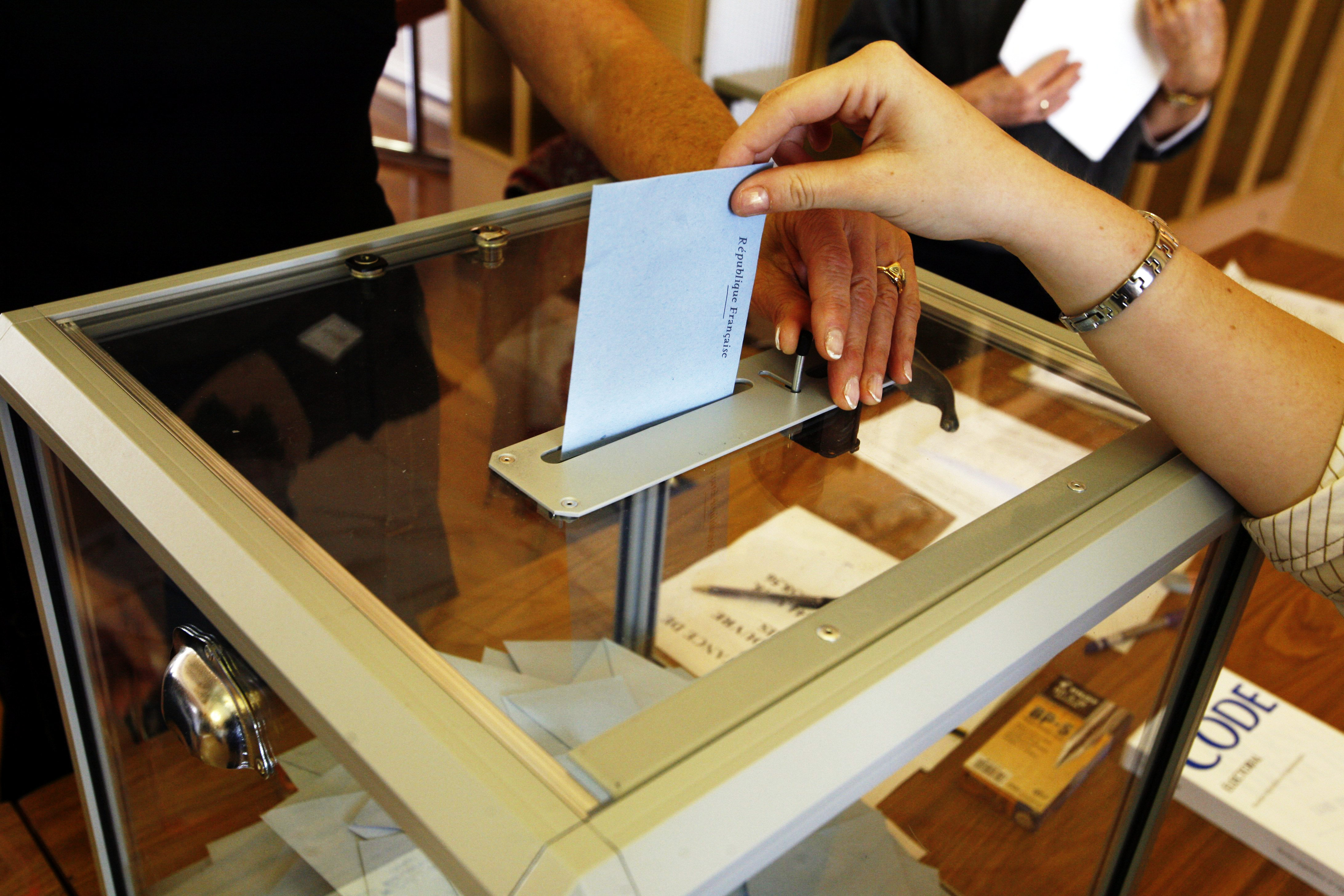

Afin de permettre la réalisation d'élections démocratiques, la procédure électorale de chaque pays définit de manière précise les modalités dans lesquelles les votes sont recueillis et comptabilisés, afin de garantir que l'électeur puisse exprimer librement son vote, et que les résultats électoraux soient déterminés de manière sincère, en évitant les divers mécanismes d'une fraude électorale.
En France, pour les élections politiques, cette procédure est essentiellement définie par la première partie du code électoral dans le cadre des principes fixés par la Constitution. Il s'agit toujours d'un vote à bulletin secret.
Cet article ne traite pas des dispositions spécifiques à chaque type de scrutin, notamment en ce qui concerne les déclarations de candidatures, les règles d'éligibilités, les règles assurant une représentation égale des deux sexes pour certaines élections (élections municipales, départementales et régionales en particulier). Pour connaître ces dispositions, il convient de se référer aux articles spécifiques que sont notamment :
- Élections municipales en France,
- Élections départementales en France,
- Élections régionales en France,
- Élections législatives en France,
- Élections sénatoriales françaises,
- Élection présidentielle en France,
- Référendum en France,
- Élections du Parlement européen.

Il ne concerne pas non plus les modalités financières concernant la vie publique, que l'on trouvera notamment dans l'article Financement de la vie politique et électorale en France, ou l'organisation des instances élues au terme de chaque élection.
Par contre, ces principes d'organisation des élections sont souvent transposés en France pour des scrutins relevant d'autres régimes juridiques, telles que les élections professionnelles, les élections aux conseils d'institutions publiques (Universités) ou privées (assemblées générales d'entreprises ou d'associations, mais avec des particularités plus ou moins fortes tenant à la spécificité des organismes considérés ou à leurs traditions sociales).

## Élaboration des listes électorales
Seuls peuvent participer aux scrutins les électeurs qui sont inscrits sur la liste électorale de leur bureau de vote, ou qui détiennent une décision du juge du tribunal judiciaire (auparavant du tribunal d'instance) ordonnant leur inscription.
Les listes électorales sont élaborées de manière permanente dans chaque commune et font l'objet d'une mise à jour annuelle, sous l'autorité d'une commission administrative constituée, pour chaque bureau de vote, du maire ou de son représentant, du délégué de l'administration désigné par le préfet, ou le sous-préfet, et d'un délégué désigné par le président du tribunal judiciaire (auparavant du tribunal de grande instance),.
Depuis novembre 2009, il est possible en France de demander l'inscription sur les listes électorales via une procédure en ligne. Le citoyen doit se connecter sur mon.service-public.fr, portail unique d'accès aux démarches en ligne de l'administration. Il peut faire sa demande via ce site web. À ses débuts, la procédure est en place pour l'inscription sur les listes électorales de quelques communes pilotes, mais le dispositif est appelé à s'étendre, sur la base du volontariat des communes.
On distingue la liste électorale proprement dite, qui concerne les électeurs de nationalité française, et la liste complémentaire, qui regroupe  les citoyens ressortissants d'un État membre de l'Union européenne, pour les scrutins français qui leur sont ouverts, soit actuellement les élections européennes et les élections municipales.
Chaque électeur a l'obligation d'être inscrit sur une liste électorale  (et une seule), mais la violation de cette obligation ne fait l'objet d'aucune sanction, si ce n'est d'empêcher le citoyen non inscrit de voter.
L'inscription sur une liste électorale découle d'une demande formulée par l'électeur. Toutefois, depuis la loi du 10 novembre 1997 et la loi 2016-1048 du 1er août 2016, les jeunes qui atteignent l'âge de la majorité et les personnes qui viennent d’acquérir la nationalité française sont normalement inscrits d'office sur la liste de la mairie de leur domicile, sur la base d'informations issues notamment du recensement militaire (devenu recensement citoyen) et des fichiers de sécurité sociale,. Les commissions électorales peuvent néanmoins leur demander de justifier de leur nationalité et de leur résidence.
En effet, n'ont qualité pour figurer sur une liste électorale que :
« 1° Tous les électeurs qui ont leur domicile réel dans la commune ou y habitent depuis six mois au moins et leurs enfants de moins de 26 ans ;
2° Ceux qui figurent pour la deuxième fois sans interruption, l'année de la demande d'inscription, au rôle d'une des contributions directes communales et, s'ils ne résident pas dans la commune, ont déclaré vouloir y exercer leurs droits électoraux. Tout électeur ou toute électrice peut être inscrit sur la même liste que son conjoint au titre de la présente disposition ;
 2• bis Ceux qui, sans figurer au rôle d’une des contributions directes communales, ont, pour la deuxième fois sans interruption l’année de la demande d’inscription, la qualité de gérant ou d’associé majoritaire ou unique d’une société figurant au rôle, dans des conditions déterminées par décret en Conseil d’Etat 
 3° Ceux qui sont assujettis à une résidence obligatoire dans la commune en qualité de fonctionnaires. »
— Extrait de l'article L 11 du Code électoral.
Les citoyens français expatriés, les militaires, leurs conjoints, les mariniers, ainsi que les sans-domicile fixe  bénéficient toutefois de dispositions leur permettant de s'inscrire sur des listes électorales de communes avec lesquelles la loi leur attribue des liens.
La notion de domicile réel implique que, tout comme pour obtenir une carte d'identité, la personne peut faire la preuve de son domicile par tous moyens (facture, etc.) : il ne s'agit pas forcément d'un domicile légal (ex. habitation sur un terrain non constructible).
La liste électorale mentionne les nom, prénoms, adresse, date et lieu de naissance de tous les électeurs. Elle est publique, afin de permettre à chaque électeur d'en prendre connaissance, et, le cas échéant, de contester l'inscription de personnes qui n'auraient pas qualité pour y figurer. Cette contestation est jugée par le tribunal judiciaire (auparavant le tribunal d'instance).
Tout électeur, tout candidat et tout parti ou groupement politique peut prendre communication et copie de la liste électorale. C'est cette disposition qui permet la tenue des élections primaires.
La tenue des listes pose actuellement un certain nombre de problèmes. Il est par exemple estimé qu'un million d’électeurs sont inscrits deux fois.

### Le répertoire électoral unique
Le Répertoire électoral unique (REU) est institué par la loi du 1er août 2016. Le Répertoire électoral unique (REU) a pour finalité la gestion du processus électoral et la fiabilisation des listes électorales. Il permet la mise à jour en continu des listes électorales à l’initiative, soit des communes qui procèdent aux inscriptions et radiations des électeurs, soit de l’Insee sur la base des informations transmises par différentes administrations. Les informations nécessaires à la tenue et à la mise à jour du répertoire électoral unique sont transmises par voie électronique. Les listes électorales sont permanentes et les demandes d'inscription  sont déposées au plus tard le sixième vendredi précédant ce scrutin. Un bilan est rédigé pour le ministère de l'intérieur et précise que "La création du répertoire a permis d’actualiser les listes électorales et de rationaliser leur gestion (suppression des doubles ou multiples inscriptions et des électeurs décédés), tout en offrant de nouveaux services (inscription au-delà du 31 décembre, vérification de sa situation électorale, rectification des données erronées d’état civil, inscription en ligne). Le rapport expose comment le REU pourrait, à présent, permettre une évolution du droit électoral (limitation des cas de radiation, extension des inscriptions d’office aux jeunes majeurs de 19 ans, simplifications en cas de changement d’adresse, protection des données personnelles) et de la gestion du processus électoral (dématérialisation des procurations, limitation des envois de carte électorale, envoi numérique de la propagande électorale pour les Français de l’étranger), dont la réalisation devrait être facilitée par un accompagnement soutenu des communes".

## Organisation géographique: bureaux de vote
Le territoire où vivent les électeurs est découpé de manière administrative. Les élections sont organisées par les communes, qui mettent en place, pour l'occasion, un ou plusieurs bureaux de vote.
La détermination de ces bureaux et leur ressort géographique est fixé par arrêté préfectoral.

### Organisation et tenue des bureaux de vote

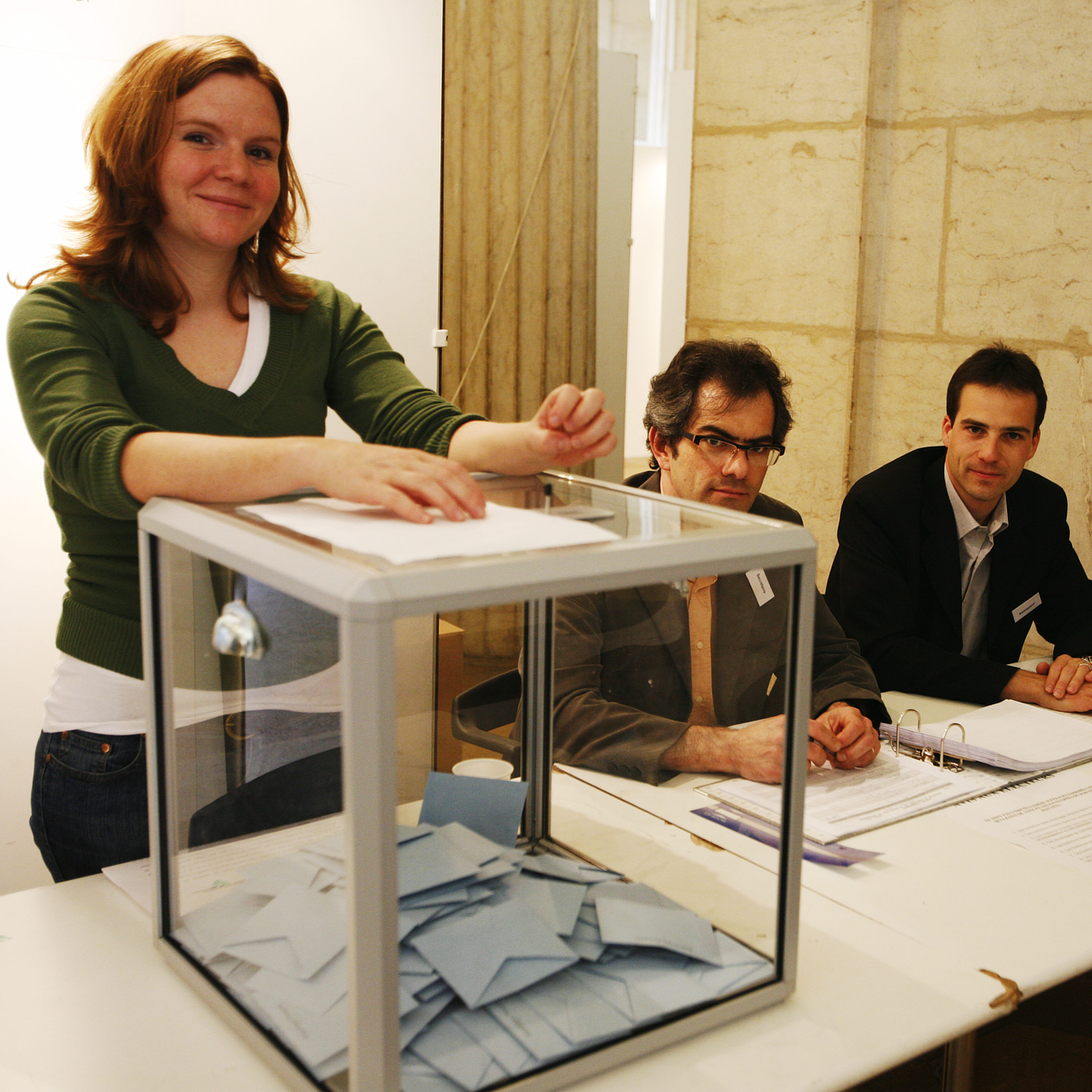
Présidente d'un bureau de vote et deux de ses assesseurs

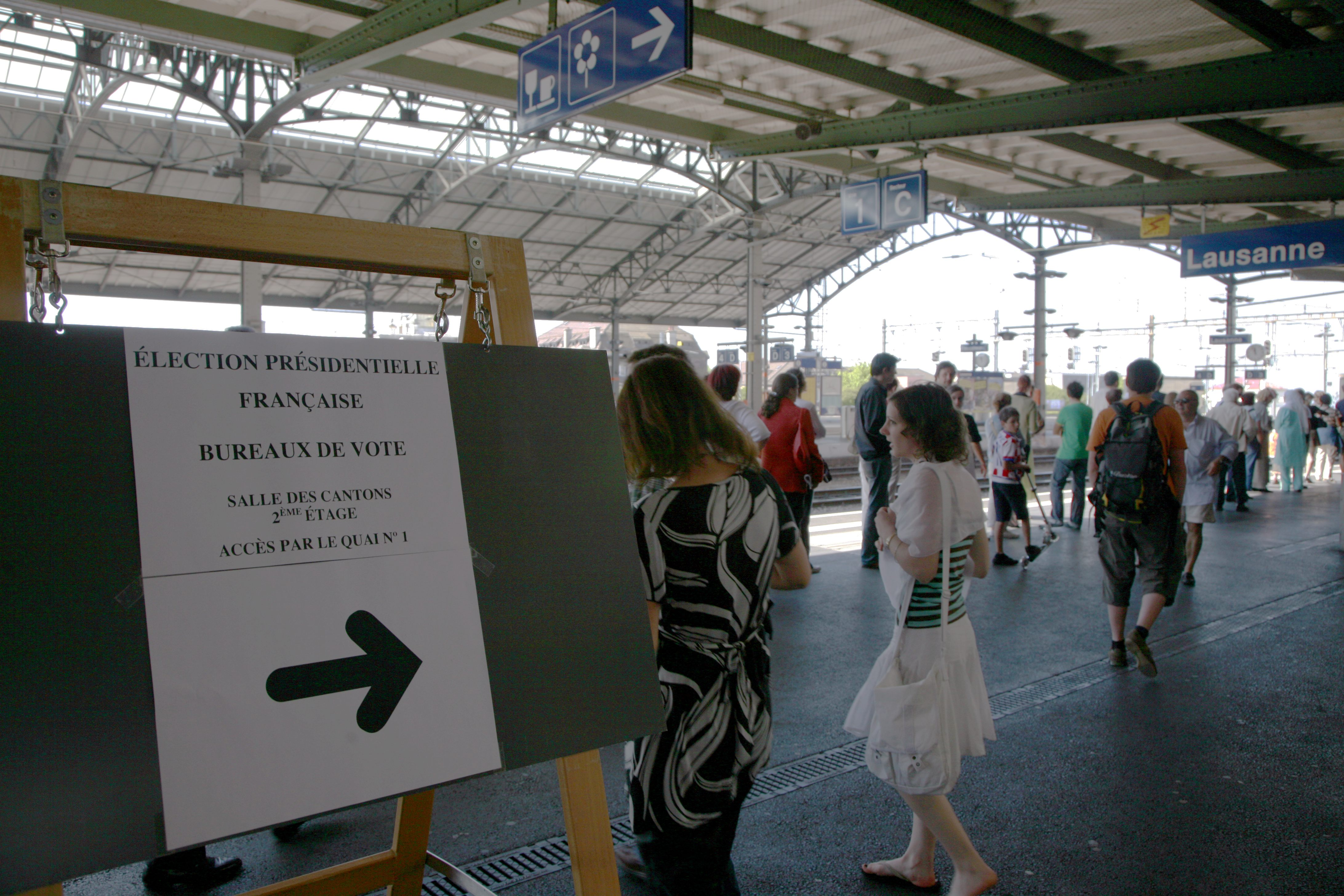
Centre de vote à l'étranger, ici en gare de Lausanne

Chaque bureau de vote est constitué d'un président, qui est le Maire ou un conseiller municipal, ou, s'il y a plus de bureaux que de conseillers, par un électeur désigné par le Maire.
Chaque candidat ou liste de candidat désigne un assesseur, de manière que leur participation au bureau empêche l'intervention de fraude électorale. Si moins de deux assesseurs sont nommés par les candidats, le maire en désigne parmi les conseillers municipaux, puis, à défaut, parmi les électeurs de la commune.
Les membres du bureau nomment un secrétaire choisi par eux parmi les électeurs de la commune, chargé notamment de la rédaction du procès-verbal.
Le bureau est principalement chargé:
- de la vérification d'identité des électeurs et du contrôle des émargements[30].
- du vote, qu'il soit réalisé sous la forme traditionnelle du bulletin de vote introduit dans l'urne ou sous forme de vote électronique, lorsqu'il est autorisé
- du contrôle du dépouillement des votes dont les résultats et observations sont consignés dans le procès-verbal.

Par ailleurs, chaque candidat ou liste de candidat peut nommer dans chaque bureau un délégué, chargé de contrôler toutes les opérations électorales, et habilité à faire mentionner toutes observations et réserves dans le procès-verbal.
Matériellement, les bureaux sont généralement aménagés dans des locaux municipaux (mairie, salle des fêtes, école, etc.). Ils comportent notamment une table de décharge où sont disposés les enveloppes et les bulletins de vote ; des isoloirs ; une table de vote où siègent les membres du bureau de vote et où sont disposés une urne dont 4 faces au moins sont transparentes et munies de deux serrures différentes ; une liste d’émargement. Depuis les élections de 2007, ces bureaux doivent respecter les règles d'accessibilité aux personnes handicapées. Un isoloir au moins et l'urne doivent être également accessibles aux personnes handicapées,.
L'électeur doit voter lui-même, nécessairement dans le bureau de vote où il est inscrit, et le jour de l'élection. Il n'existe ainsi aucune procédure de vote anticipé. Toutefois, un électeur absent peut, dans certains cas, donner procuration à un autre électeur, ou, pour les expatriés, voter dans un centre de vote à l'étranger, lors des scrutins nationaux.

## Préparation

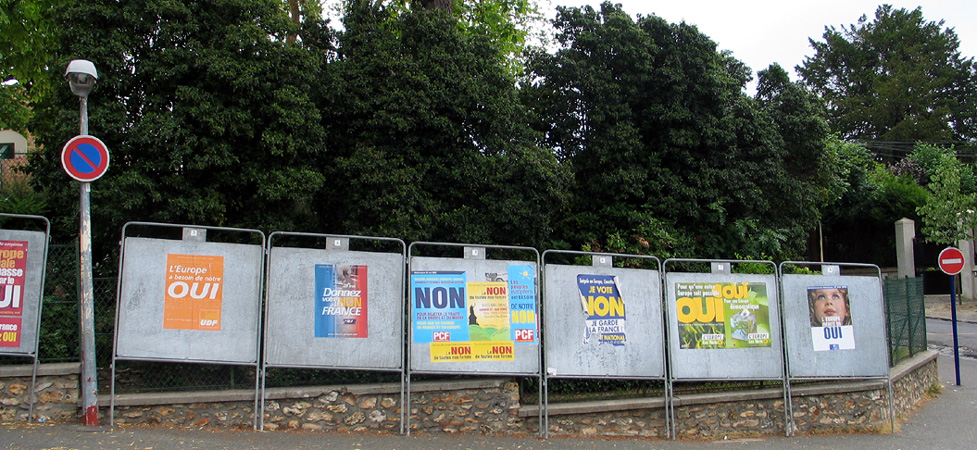
L'affichage électoral permet à chaque électeur de connaître la liste des candidats et leur programme. Il est installé au moins devant chaque mairie et devant chaque bureau de vote.

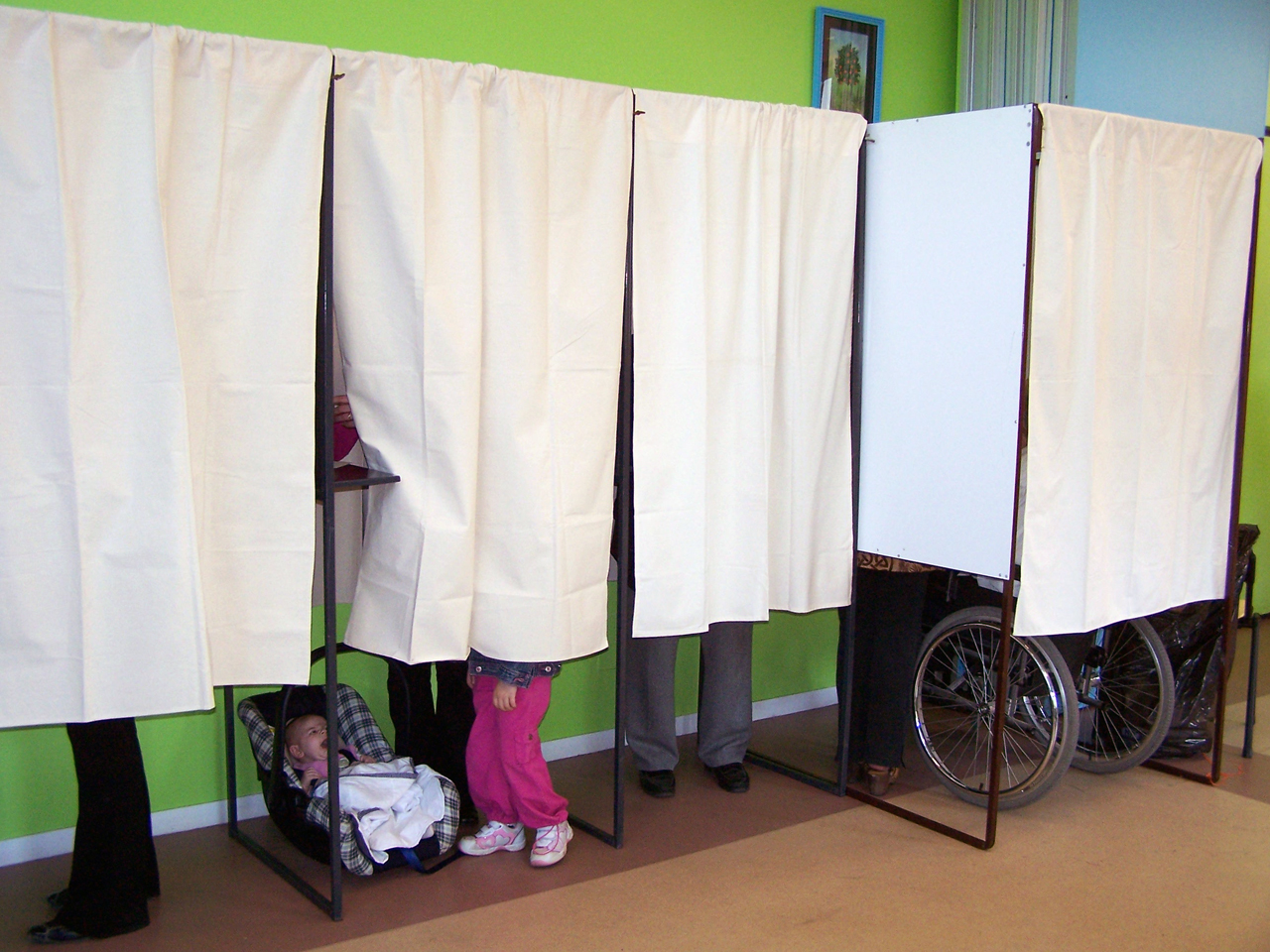
L'électeur doit passer dans un isoloir afin que le secret de son vote soit assuré

Pour la plupart des élections, les candidats et listes doivent présenter leur candidature à l'avance, généralement à la préfecture ou la sous-préfecture. Ils doivent joindre divers justificatifs pour assurer l'enregistrement de leur candidature, et ouvrent un compte de campagne assurant le respect des règles du financement électoral.
Les candidats et listes font imprimer et transmettent en temps utile leurs professions de foi et leurs bulletins de vote à l'organisme chargé de leur acheminement.
Cette commission assure leur transmission par la poste à chaque électeur, et transmet les bulletins de vote aux bureaux de vote.
L'affichage électoral est également organisé par le code électoral. Il est assuré par les candidats, sur les panneaux mis à leur disposition par les communes, dans un strict respect de l'égalité entre chaque candidat.

## Vote
Le scrutin a lieu sur un seul jour, un dimanche, et a lieu habituellement de 8 heures à 19 heures (à partir de la présidentielle de 2017 ; 18 heures jusque-là). Ces horaires peuvent être modifiés par arrêté préfectoral : l'heure d'ouverture peut être  avancée ou l'heure de fermeture peut être retardée, sans aller au-delà de 20 heures.
Le jour de l'élection, chaque électeur va dans son bureau de vote muni de sa carte d'électeur et, pour les communes de plus de 1 000 habitants, d'une pièce d'identité.
Le président du bureau de vote, qui a la police de l'assemblée et peut demander l'intervention de la police ou de la gendarmerie, assure la sérénité des opérations électorales et garantit l'absence de discussions des électeurs à l'intérieur du bureau

### Vote papier
L'électeur trouve une table proposant des enveloppes et des bulletins de tous les candidats qui en ont fourni, un ou plusieurs isoloirs et une table où sont disposés l'urne transparente et la liste d'émargement. Cette copie de la liste électorale permet, d'une part, au bureau de vote de s'assurer que la personne qui veut voter y est régulièrement inscrite, et d'autre part, reçoit la signature de l'électeur après qu'il a voté. La même liste d'émargement est utilisée pour les deux tours d'une élection.

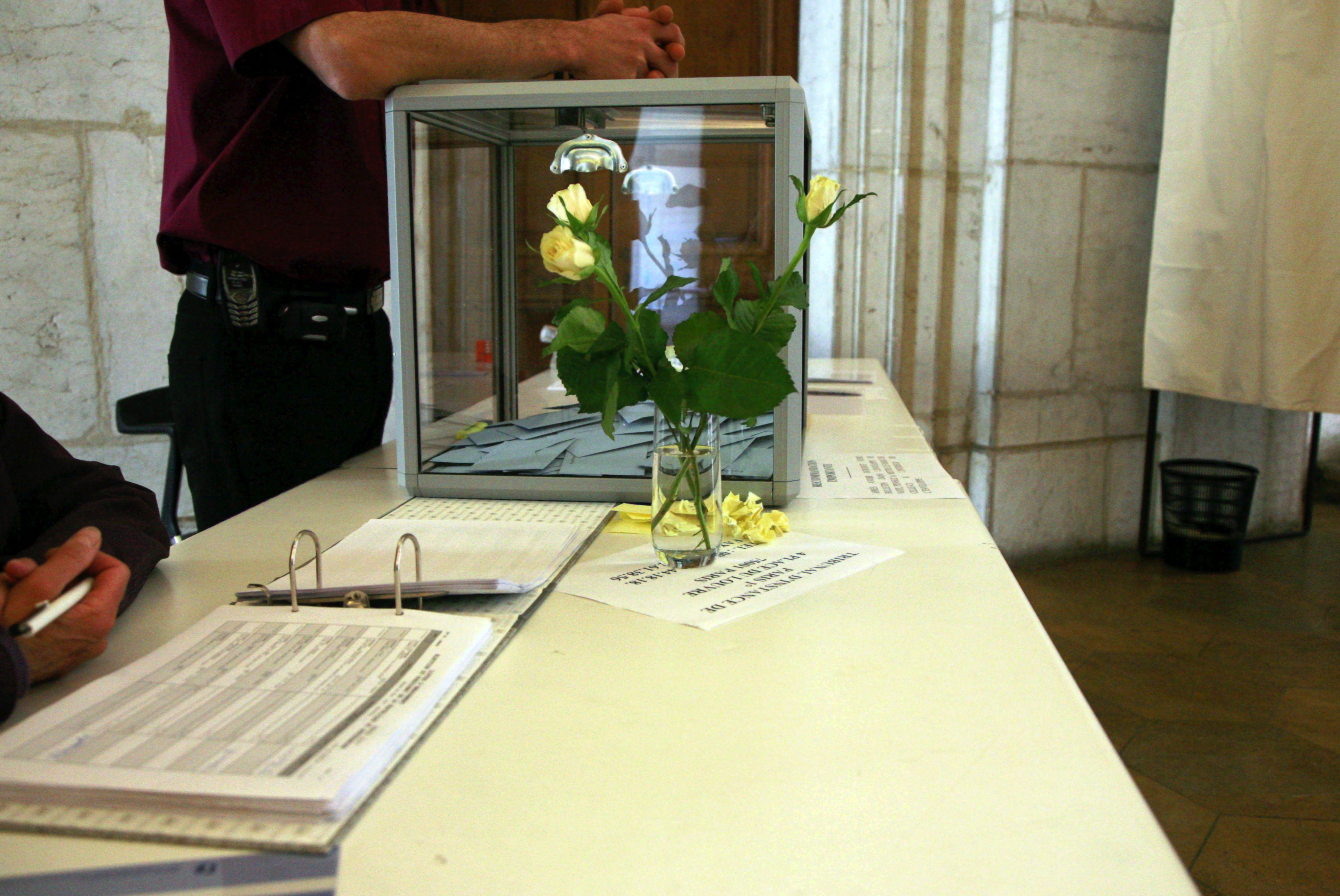
La liste d'émargement permet au bureau de vote de s'assurer que l'électeur est régulièrement inscrit sur la liste électorale. Après avoir voté, l'électeur signe lui-même la liste d'émargement afin de limiter les risques de fraude électorale

Il n'existe qu'une seule urne et qu'une seule liste d'émargement afin de limiter les risques de fraude. Il y a plusieurs isoloirs (un par trois-cents électeurs), afin de laisser au citoyen le temps de choisir en toute sérénité son bulletin, sans bloquer la file d'attente, tout en garantissant le secret du vote. L'accessibilité pour les personnes handicapées doit être assurée. Les personnes qui ne peuvent signer la liste d'émargement doivent être signalées par un électeur accompagnateur. 
Les enveloppes sont « opaques, non gommées et de type uniforme pour chaque collège électoral ».
« À son entrée dans la salle du scrutin, l'électeur, après avoir fait constater son identité suivant les règles et usages établis ou après avoir fait la preuve de son droit de voter par la production d'une décision du juge du tribunal judiciaire ordonnant son inscription ou d'un arrêt de la Cour de cassation annulant un jugement qui aurait prononcé sa radiation, prend, lui-même, une enveloppe. Sans quitter la salle du scrutin, il doit se rendre isolément dans la partie de la salle aménagée pour le soustraire aux regards pendant qu'il met son bulletin dans l'enveloppe; il fait ensuite constater au président qu'il n'est porteur que d'une seule enveloppe ; le président le constate sans toucher l'enveloppe, que l'électeur introduit lui-même dans l'urne. »
— Premier alinéa de l'article L 62 du Code électoral
L'électeur signe alors lui-même la liste d'émargement à l'encre. 

### Vote électronique
Le vote électronique a été récemment institué dans certaines communes françaises. Dans les bureaux de vote dotés d'une machine à voter, l'électeur fait constater son identité ou fait la preuve de son droit de voter et fait enregistrer son suffrage par la machine à voter, puis signe la liste d'émargement.

### Vote par procuration
Le vote en France est normalement personnel et secret. Il n'est dérogé à ce principe que pour le vote par procuration, institué en 1975 afin de remplacer le vote par correspondance qui permettait de nombreuses fraudes, et qui consiste pour l'électeur de demander à un autre électeur, français ou citoyen de l'Union européenne, de voter en son nom.
«  Peuvent exercer, sur leur demande, leur droit de vote par procuration :
a) Les électeurs attestant sur l'honneur qu'en raison d'obligations professionnelles, en raison d'un handicap, pour raison de santé ou en raison de l'assistance apportée à une personne malade ou infirme, il leur est impossible d'être présents dans leur commune d'inscription le jour du scrutin ou de participer à celui-ci en dépit de leur présence dans la commune ;
b) Les électeurs attestant sur l'honneur qu'en raison d'obligations de formation, parce qu'ils sont en vacances ou parce qu'ils résident dans une commune différente de celle où ils sont inscrits sur une liste électorale, ils ne sont pas présents dans leur commune d'inscription le jour du scrutin ;
c) Les personnes placées en détention provisoire et les détenus purgeant une peine n'entraînant pas une incapacité électorale. »
— Article L. 71 du Code électoral
La procuration est établie à l'avance par un juge d'instance, son greffier, un policier ou un gendarme, un réserviste de la police ou de la gendarmerie désignés par le juge d'instance, le consul de France à la demande et en présence de l'électeur qui ne pourra voter personnellement, au bénéfice d'un autre électeur de la même commune,.
Celui-ci ne peut être porteur que de deux procurations au plus, dont  une seule établie en France. Il ne pourra voter au nom de son mandant que si la commune concernée a reçu par voie postale un des volets de la procuration : il est donc indispensable de donner procuration dans des délais permettant cette transmission.
La procuration est normalement établie au siège de l'autorité qui l'établit, mais celle-ci peut se déplacer au domicile des personnes malades, à l'hôpital ou en prison. Elle peut être établie pour un scrutin donné ou pour tous les scrutins pendant une certaine période, n'excédant pas un an (ou 3 ans pour les Français établis hors de France), .

## Dépouillement

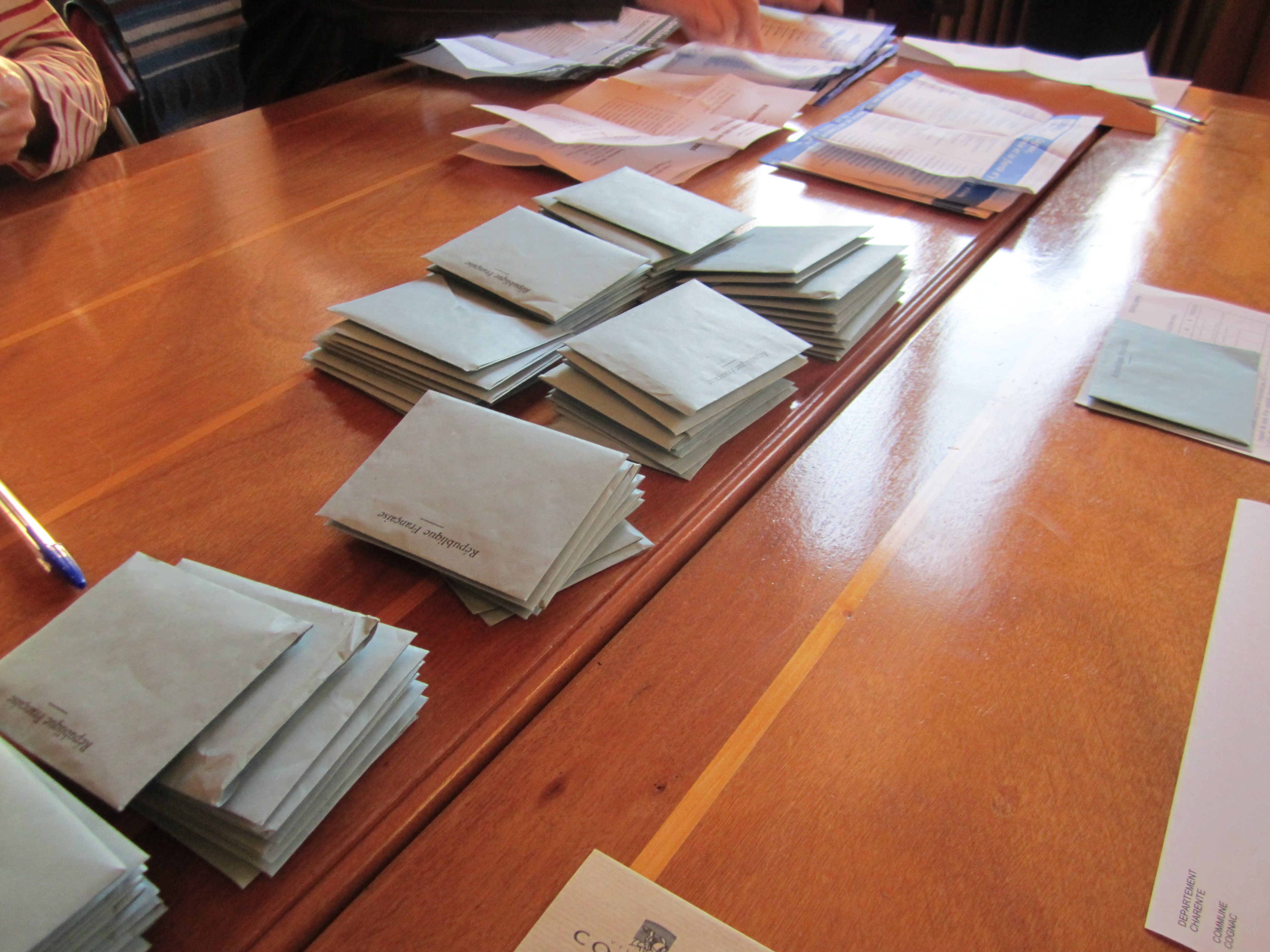
Dépouillement dans un bureau de vote en France

À l'heure où le scrutin est clos, le bureau de vote engage la phase du dépouillement, en présence et sous le contrôle des délégués des candidats ainsi que du public.
Pour cela, dans un premier temps, le bureau compte le nombre d'émargements figurant sur la liste d'émargements, et le mentionne au procès-verbal avant d'ouvrir l'urne et de constater le nombre d'enveloppes qui s'y trouvent (ou de faire apparaître les résultats de la machine à voter).
Une discordance entre ces deux chiffres est possible, notamment si les opérations électorales ne se sont pas déroulées avec toute la rigueur nécessaire. La discordance éventuelle est mentionnée dans le procès-verbal, afin de permettre la rectification ou l'annulation des résultats du bureau par le tribunal.
Il engage ensuite la phase de comptage des suffrages.

### Dépouillement papier
Le dépouillement s'effectue sur les tables autour desquelles les citoyens peuvent circuler afin de vérifier le déroulement des opérations.
L'urne est ouverte ; les enveloppes sont regroupées par centaines, afin d'être comptées puis dépouillées.
Des tables sont composées de 4 scrutateurs, électeurs sachant lire et écrire. Ceux-ci sont désignés par les candidats, et, à défaut, par le bureau ; à chaque table sont affectées cent enveloppes.
La loi définit le processus de comptage.

### Dépouillement électronique
On ouvre les machines à voter avec une clef et un ticket est imprimé que les citoyens peuvent consulter du regard.
Il ne s'agit donc pas d'un dépouillement à proprement parler.
Avec les machines à voter, les méthodes de comptage ne sont plus connues ni des électeurs, ni des scrutateurs. Si la machine est truquée par le constructeur, le service de maintenance ou un tiers, l'électeur ou les candidats ne peuvent en prendre conscience. Par rapport au vote papier, le contrôle de la sincérité de l'élection est donc transféré du citoyen à l'État, qui met en place les machines, et aux entreprises qui les exploitent. Cela accroît les risques de fraude électorale d'autant que la loi actuelle ne rend pas obligatoire la transparence du code source des machines à voter.

### Centralisation des résultats
Les résultats de chaque bureau de vote font l'objet d'un procès-verbal détaillé établi en double exemplaire et sont publiés et affichés à l'extérieur du bureau de vote.
S'il y a plusieurs bureaux de vote dans la commune, les procès-verbaux sont transmis en mairie, où est rédigé un procès-verbal centralisateur, également en double exemplaire. Les résultats sont publiés par le président du bureau de vote centralisateur et affichés en mairie.
Un exemplaire des procès-verbaux de chaque bureau de vote, ainsi que du procès-verbal centralisateur et accompagnés de tous les justificatifs (notamment des bulletins déclarés blancs ou nuls) et de la liste d'émargement, est transmis en préfecture ou sous-préfecture où les procès-verbaux sont contrôlés. Les bulletins réguliers sont alors détruits en présence des électeurs. Les résultats de l'ensemble des bureaux de vote sont ensuite transmis au ministère de l'intérieur qui assure la comptabilisation des résultats nationaux.
Les procès-verbaux et pièces justificatives sont conservés en préfecture afin d'être tenus à la disposition des tribunaux qui seraient saisis d'une contestation des résultats électoraux. Ces document sont des archives publiques qui seront triés avant une éventuelle conservation définitive

## Vérifications et contentieux
Le juge électoral se charge des vérifications ultérieures et constate le respect des procédures durant le suffrage ou résout les contentieux. Si après vérification, ou saisine d'un candidat lésé, il est constaté un cas de fraude ou alors des manquements qui ne permettent plus de garantir « la sincérité du scrutin »,, les résultats du bureau de vote concerné, voire de l'élection, sont annulés. 
Par exemple, pour l'élection présidentielle de 2017 et celle de 2022, 16 000  à 20 000 voix sont annulées à la suite d'anomalies, dans quelques dizaines de bureaux : assesseurs momentanément absents, incohérence dans le comptage, pas de contrôle d'identité, urne non scellée, dépouillement non public, propagande électorale illégale,,… Plusieurs élections législatives partielles découlent du fait que l'annulation même partielle des résultats par le conseil constitutionnel oblige à refaire le processus électoral, le nombre de bulletins annulés étant supérieur à l'écart de voix entre les candidats, donc décisif. Même principe pour plusieurs élections municipales partielles, sur décision du Conseil d'État.

## Idées fausses largement répandues
Certaines personnes pensent ou « ont entendu dire » que certaines pratiques étaient interdites dans les bureaux de vote,, . En toute bonne foi, ces personnes en font le reproche au supposé « coupable ». Or, parfois, cette pratique est autorisée et cela peut entraîner des polémiques lors des opérations de vote.

### Afficher ouvertement son idéologie ou sa religion
Les membres du bureau de vote, président et assesseurs, sont soumis à la stricte neutralité. il leur est interdit, par quelque moyen que ce soit, notamment vestimentaire, de montrer leur idéologie. Ainsi , il y a eu des conflits, en France lorsque des assesseurs du bureau se sont présentés vêtus d'un voile islamique. Le Conseil d'État a, par exemple, interdit que des assesseurs d'un bureau de vote portent des chemises reprenant les couleurs d'une des listes en présence. Ce jugement fait jurisprudence.
En revanche cette neutralité n'est, en général, pas exigée pour les votants. Ceux-ci doivent simplement respecter les autres votants et donc ne pas faire de prosélytisme. Concernant la tenue vestimentaire : « Il n’existe pas de restriction à la liberté de tenue vestimentaire, dans le respect des bonnes mœurs, pour peu qu’elle ne fasse pas obstacle au contrôle d’identité ». On relève cependant quelques rares conflits. Ainsi, lors des élections départementales de 2015, un rabbin a porté plainte car une membre du bureau de vote s'est posé la question de savoir s'il devait ou non retirer sa kippa lors du vote. Le rabbin a estimé que cette personne faisait une action lui interdisant de voter,. De même, une femme voilée a été autorisée à voter, malgré le refus d'un assesseur, lors de l'élection municipale de Lunel de 2014. A contrario, un Toulousain a été interdit de voter pour les élections municipales de 2014 car il portait le sweat-shirt de La Manif pour tous. Le président du bureau de vote l'a empêché de voter pour « port ostensible d'un signe politique ».
L'exigence de neutralité dans la tenue vestimentaire des votants similaires à celle des membres risquerait de porter atteinte à la liberté individuelle : « reste à savoir si ce modèle d’une obligation de neutralité quant à la tenue vestimentaire pourrait être imposé aux électeurs eux-mêmes sans porter atteinte à leur liberté individuelle ».
Cependant, le juge électoral a prévenu en 2001 avant le second tour de l'élection présidentielle qu’il pourrait être amené à prendre des sanctions en tant que juge de l'élection si « certains électeurs manifestent le sens de leur vote par une tenue ostentatoire ». En effet, « ces comportements seraient contraires au secret du suffrage, principe prévu par l'article 3 de la Constitution et rappelé à l'article L. 59 du code électoral. L'article L. 113 du même code soumet à des sanctions pénales, soit une amende de 15 000 euros et un emprisonnement d'un an ou l'une de ces deux peines seulement, quiconque aura, par inobservation volontaire de la loi, violé ou tenté de violer le secret du vote. Aux termes de l'article L 113 : « [...] quiconque, soit dans une commission administrative ou municipale, soit dans un bureau de vote ou dans les bureaux des mairies, des préfectures ou sous-préfectures, avant, pendant ou après un scrutin, aura, par inobservation volontaire de la loi ou des arrêtés préfectoraux, [...]. violé ou tenté de violer le secret du vote, porté atteinte ou tenté de porter atteinte à sa sincérité, empêché ou tenté d'empêcher les opérations du scrutin, ou qui en aura changé ou tenté de changer le résultat, sera puni d'une amende de 15 000 euros et d'un emprisonnement d'un an ou de l'une de ces deux peines seulement. Si le coupable est fonctionnaire de l'ordre administratif ou judiciaire, agent ou préposé du gouvernement ou d'une administration publique, ou chargé d'un ministère de service public ou président d'un bureau de vote, la peine sera portée au double ».
Le rabbin de Toulouse, qui a été choqué par les questions posées par sa kippa dans le bureau de vote aux élections départementales de 2015, a déclaré qu'il avait toujours voté avec cette kippa sans rencontrer aucun problème. En réalité, des précédents sont connus dans l'histoire des votes en France. Dans les périodes où il existe des tensions religieuses, les vêtements ostensiblement religieux ont toujours provoqué des crispations. Dans la période très tendue, de 1890 à 1905, entre catholiques et républicains, qui s'est terminée par la loi de compromis de 1905 sur la laïcité, les incidents étaient fréquents. Par exemple, « lors des élections du 11 mai 1902, le bureau de vote de la cité Voltaire dans le 11e arrondissement fut agité de bruits et de bousculades lors de l'arrivée dans la salle d'un prêtre en soutane »,.
La jurisprudence interdit de laisser paraître ostensiblement pour quelle liste on va voter , ainsi en 1996, « deux électeurs ont exprimé de manière ostensible leur choix pour le candidat de la liste "Pour notre village" » , le conseil d'état a décidé de « réduire hypothétiquement de deux unités le nombre total des voix obtenues par le candidat » 

#### Cas particulier des voiles islamiques intégral ou quasi intégral
Le port de la burqa dans les lieux publics est interdit par la loi du 11 octobre 2010 et donc, a fortiori, dans les bureaux de vote. Depuis lors, il n'y a plus de problème. Il reste une ambiguïté sur la nature de ces voiles. Ils sont inacceptables s'ils masquent l'identité mais ils sont tolérés si ce sont de simples foulards. Les exemples cités par ces associations montrent souvent que les femmes ont pu voter sans enlever leur voile dès lors que l'assesseur pouvait apercevoir « la racine des cheveux ».

### Prendre un seul bulletin de vote
Les membres du bureau de vote doivent s'assurer de la stricte égalité de la présentation des différents bulletins de vote et ne doivent pas, par le nombre disponible ou leur positionnement, favoriser une liste sur une autre.
En revanche, les votants ont le droit de ne pas prendre tous les bulletins, d'en prendre zéro ou un seul. Ils doivent simplement respecter le secret du vote or celui-ci est, dans tous les cas, respecté car les votants arguent qu'ils ont très bien pu venir au bureau avec le bulletin qu'ils ont reçu par courrier chez eux. Les textes disent qu'il est « important de prendre plusieurs bulletins pour préserver la confidentialité du vote » mais pas qu'il est interdit de n'en prendre qu'un. Le Sénat relève d'ailleurs qu'aucune disposition n'interdit de prendre un seul bulletin mais que ce point n'est pas de nature à « favoriser la sérénité des opérations électorales ». Le Sénat notamment estime que « l'absence de disposition interdisant à un électeur de prendre un seul bulletin de vote dans le bureau de vote et les règles actuelles relatives au contrôle de l'identité des électeurs n'étaient pas satisfaisantes ». Prendre un seul bulletin est donc autorisé à condition, là encore, de ne pas en faire une occasion de prosélytisme, « À condition de ne pas le faire de manière ostentatoire » .
Ce sujet reste tranché de façon contradictoire dans plusieurs textes officiels notamment sur le texte de « vos droits - service public » ou dans la circulaire du 20 décembre 2007 (2.2.a) précisant même que « les bulletins portant des signes extérieurs de reconnaissance étant nuls, le président du bureau de vote peut refuser le suffrage d'un électeur qui a révélé le sens de son vote ou l'obliger à passer par l'isoloir afin de rétablir le caractère secret du vote ». Sur le site même du Conseil constitutionnel, on trouve un texte de Richard Ghevontian qui précise que : « ne prendre qu'un seul bulletin par exemple - celui que l'on va utiliser - est une atteinte évidente au secret du vote. Même si cette pratique est fréquente, elle n'en reste pas moins condamnable et il appartient au juge électoral d'en rappeler l'interdiction ». Dans un autre texte, on parle de simple « incitation à prendre plus d'un bulletin » : « l'électeur prend les bulletins sur la table. L’assesseur situé à proximité doit faire en sorte de l’inciter à prendre au moins deux bulletins pour que le secret du vote vis-à-vis de l’ensemble du public présent soit respecté, si l’électeur n’en prend pas lui-même l’initiative ».
Néanmoins, en cas de conflit entre plusieurs textes issus de juridictions différentes, c'est la décision du Conseil constitutionnel qui fait foi or celui-ci « n'a absolument pas le même avis que la circulaire. En effet le Conseil estime qu'aucun texte légal ou réglementaire n'oblige un électeur à prendre au moins deux bulletins (lorsqu'il n'utilise pas ceux fournis avec la propagande) : considérant que si le requérant allègue une méconnaissance du secret du vote au motif que des électeurs n'auraient pris qu'un seul bulletin de vote avant de passer par l'isoloir, aucune disposition du code électoral n'oblige les électeurs à prendre plusieurs bulletins ; que, par suite, la circonstance alléguée n'est pas constitutive d'une irrégularité de nature à vicier les résultats du scrutin » (décision n° 93-1281 du 1er juillet 1993 , A.N., Val-de-Marne (9e circ.) » ,,.
L’article L 62 du Code électoral traite de l'opération de vote. Cet article insiste sur le fait que le votant « doit se rendre isolément dans la partie de la salle aménagée pour le soustraire aux regards pendant qu'il met son bulletin dans l'enveloppe ». Il n'est mentionné nulle part le nombre minimum de bulletins que doit prendre ce votant,.
Dans la pratique, les conflits sont très rares. En 2012, un électeur d'Argenteuil déclare avoir été interdit de vote pour n'avoir pris qu'un bulletin. Le président du bureau déclare que l'interdiction est due à des insultes.